# Доброскок, Дмитрий Михайлович
Дмитрий Михайлович Доброскок (род. 1 марта 1984, Бузулук, Оренбургская область) — российский прыгун в воду, заслуженный мастер спорта России.
Бронзовый призёр олимпийских игр 2008 года (выступал в паре с Глебом Гальпериным), чемпион мира (2005) и Европы (2006), многократный чемпион России.
Младший брат серебряного призёра Олимпийских игр 2000 года Александра Доброскока.